# Przyrodnik Ustroński

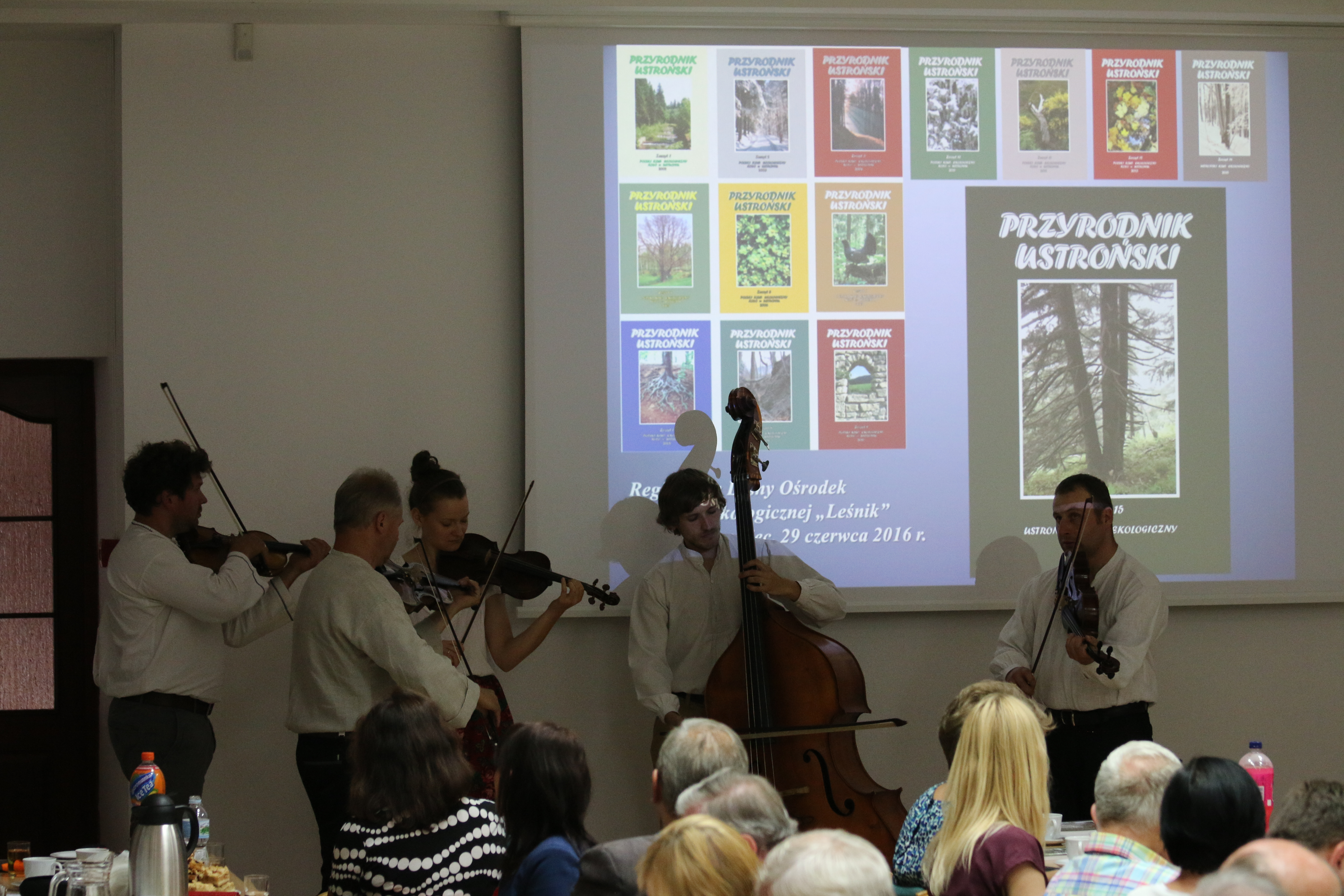
Promocja zeszytu 15 „Przyrodnika Ustrońskiego” w Regionalnym Leśnym Ośrodku Edukacji Ekologicznej „Leśnik” w Ustroniu Jaszowcu, 29 czerwca 2016. Na pierwszym planie kapela „Wałasi” z Istebnej

Przyrodnik Ustroński – czasopismo regionalne, rocznik o charakterze popularnonaukowym, wydawany od 2002 w Ustroniu.
Rocznik prezentuje szeroko rozumianą problematykę przyrodniczą przede wszystkim Śląska Cieszyńskiego. Dokumentuje m.in. stan środowiska naturalnego, przedstawia jego walory, podejmowane działania na rzecz ochrony przyrody i środowiska oraz w zakresie edukacji ekologicznej. Uzupełnieniem tematyki regionalnej są regularnie publikowane artykuły omawiające różnorodne zagadnienia przyrodnicze (środowiskowe) w szerszym ujęciu.
Rocznik jest wydawany od 2002 przez Polski Klub Ekologiczny Koło w Ustroniu, a od 2013 przez Ustroński Klub Ekologiczny. Relacje z promocji kolejnych roczników ukazują się każdorazowo na łamach lokalnego tygodnika „Gazeta Ustrońska”. Zeszyt 2020 jest dostępny online.

Pismo, jakim zechciał się pochwalić Zygmunt, nie ma w sobie nic prowincjonalnego, za to jest wzorcowym przykładem dobrze pojmowanej lokalności. Nienaganna szata graficzna, dobra polszczyzna artykułów, wysoki poziom fachowości. Najważniejsze może – stała troska o równowagę między tym, co aktualne na dziś, co odnoszące się do uzdrowiska, sąsiednich miejscowości okolicy – a tym, co ciekawe we współczesnym świecie, co warte zrelacjonowania z podróży, co warte przypomnienia z historii.